# Paula Carrasco
Paula Daniela Carrasco Carrasco (La Florida, Santiago, 17 de enero de 1994) es una baloncestista, química ambiental y funcionaria pública chilena. Es jugadora del club Sportiva Italiana de Valparaíso e integrante de la selección nacional de básquetbol de Chile. Desde 2024, es pareja de Gabriel Boric, presidente de Chile en el periodo 2022-2026, sin asumir como primera dama.

## Vida personal
Nació el 17 de enero de 1994 en La Florida (Santiago), trasladándose posteriormente a la ciudad de Valparaíso. Es la menor de los cuatro hijos de Miguel Ángel Carrasco y Liliana Carrasco. Tiene dos hijos, uno nacido en 2018 y otra en 2025. Estudió en el Liceo N.º 1 Javiera Carrera entre 2006 y 2011, y química ambiental en la Facultad de Ciencias de la Universidad de Chile entre 2012 y 2018, titulándose con la tesis Efecto de la estratificación atmosférica en la distribución vertical de aerosoles segregados por tamaño en la atmósfera de Santiago. Cursó luego un magíster en Meteorología y Climatología en la misma institución. Desde febrero de 2023 asume un puesto laboral en la Oficina de Mitigación y Transparencia de la División de Cambio Climático del Ministerio del Medio Ambiente, donde trabaja en particular en el inventario de gases de efecto invernadero de Chile.
En septiembre de 2024 se hizo pública su relación sentimental con Gabriel Boric. El 3 de diciembre del mismo año anunció en su cuenta oficial de X que tanto él junto con Carrasco estaban esperando su primer hijo en conjunto. El 8 de febrero de 2025 se reveló que espera una niña; este anuncio se produjo de manera indirecta, cuando Boric felicitó a la ministra vocera de Gobierno, Camila Vallejo, por el nacimiento de su hijo, mencionando en su mensaje: «Tienes toda una barra que te quiere. ¡Un abrazo grande para ustedes y para el nuevo compañero de juegos de nuestra hija!». El 18 de febrero anunciaron por redes sociales que su hija se llamará "Violeta". El 25 de junio de 2025 se confirmó su nacimiento en el Hospital Clínico de la Universidad de Chile, llevando como primer apellido el paterno.

## Carrera deportiva
A los ocho años en 2002, empezó a jugar básquetbol en el club Brisas de La Florida. Integró después la selección de la Universidad de Chile. Como parte del club Sportiva Italiana de Valparaíso, donde se desempeñó en el puesto de escolta y ocasionalmente de base, ganó dos títulos de la Liga Nacional Femenina de Básquetbol de Chile y disputó la Liga Sudamericana de Baloncesto Femenino de 2022 y 2023. En la primera logró un promedio de 12.7 puntos por encuentro, mientras que en la segunda finalizó con un promedio de 15.7 puntos, 2.7 rebotes, 2 asistencias y 2 recuperaciones por partido, logrando una valoración media de 13.7.
En noviembre de 2023, participó en los Juegos Panamericanos de Santiago con la selección chilena. Previamente también fue mundialista en la modalidad 3x3 junto a la selección de su país. A fines de 2024 entró en una pausa deportiva, por una lesión cervical y luego por su prenatal.